# Heinkel HE 3
Heinkel HE 3 var ett svenskt skolflygplan, som konstruerades av Ernst Heinkel.
Heinkel HE 3 beställdes av Marinens Flygväsende (MF) som en ersättning för två LVG C.VI som var på väg att kasseras på grund av att de var utslitna.
Efter att ett kontrakt tecknades i september 1923 mellan Ernst Heinkel och Marinens Flygväsende inledde Heinkel tillverkning av komponenter till flygplanen vid sin fabrik i Warnemünde. För att kringgå Versaillesfördragets bestämmelser om förbud av export av tyska stridsflygplan exporterades de färdiga komponenterna till Svenska Aero där de monterades. Första flygplanet provflögs av Carl Clemens Bücker i juli 1923. Flygplanet visades upp i samband med den internationella luftfartsutställningen i Göteborg 1923 (ILUG 1923) 4-12 augusti. Med Heinkels provflygare W Bachman, C.C. Bücker och Spiess ställde man upp i tävlingarna för sport- och trafikflygplan där man segrade i klassen sportplan med högst 100 hk motor med Bücker som pilot.   
Det andra flygplanet blev klart för provflygning i augusti 1923. Bachman genomförde under hösten demonstrationsflygningar för Marinens Flygväsende med ett av flygplanen. Officiellt levererades flygplanen till Marinens Flygväsende i november-december 1923. Båda flygplanen placerades vid Marinens flygskola vid Hägernäs där det användes som skolflygplan fram till 1926 när basen blev F2 marinflygkåreb inom flygvapnet. Vid Hägernäs var flygplanen utrustade med flottörställ eller skidor.
De flesta flygplan från Heinkel har i namngivningen bokstäverna He, men några av de tidiga modellerna har av Heinkel erhållit benämningen HE = Heinkel Eindecker som står för Heinkel Monoplan. Flygplanskroppen är tillverkad i en fackverkskonstruktion som är klädd med duk och träfaner. Vid de första provflygningarna var flygplanet försett med ett hjullandställ men detta byttes ut mot flottörer i samband med leveransen till Marinen.
Det ena flygplanet kasserades i oktober 1925 efter ett haveri den 20 januari 1925 medan det andra kasserades officiellt i maj 1927, båda flygplanen såldes i delar till militärflygaren Dahlhammar som skrot. Dahlhammar reparerade och försåg flygplanet med ett hjulställ. 23 augusti 1927 inregistrerades flygplanet på H Ring i Ulvsunda i det svenska luftfartygsregistret som S-AABI. Under en flygning från Motala den 2 januari 1929 havererade flygplanet vid Sandby Östergötland varvid ägaren omkom tillsammans med en passagerare.